# Soto de la Vega (kommunhuvudort)
Soto de la Vega är en kommunhuvudort i Spanien.   Den ligger i provinsen Provincia de León och regionen Kastilien och Leon, i den nordvästra delen av landet, 280 km nordväst om huvudstaden Madrid. Soto de la Vega ligger 778 meter över havet och antalet invånare är 1 923.
Terrängen runt Soto de la Vega är platt. Runt Soto de la Vega är det ganska glesbefolkat, med 22 invånare per kvadratkilometer. Närmaste större samhälle är La Bañeza, 3,8 km söder om Soto de la Vega. Trakten runt Soto de la Vega består till största delen av jordbruksmark.